# Pissa (Angrapa)
Die Pissa (russisch Писса) ist ein Fluss in der russischen Oblast Kaliningrad, ein rechter Nebenfluss der Angrapa (Angerapp).
Sie entspringt dem Wystiter See, fließt südlich an Nesterow (Stallupönen bzw. Ebenrode) vorbei, nimmt in Gussew (Gumbinnen) die Krasnaja (Rominte) auf, bevor sie kurz vor Tschernjachowsk (Insterburg) in die Angrapa (Angerapp) fließt, die wenige Kilometer weiter zusammen mit der Inster den Pregel bildet.
Der Name leitet sich von prußisch pisa/pissa ab: „grundloser Morast, wo nur kleine Birken und Fichten wachsen“, „Bruchwald“.

## Bemerkenswertes
Einer Anekdote zufolge war den Einwohnern Gumbinnens der Name ihres Flusses unangenehm, weswegen sie bei dem preußischen König Friedrich Wilhelm IV. eine Namensänderung beantragten. Dieser verfügte: Genehmigt. Empfehle Urinoco, in Anspielung auf den Namen des von Alexander von Humboldt bereisten südamerikanischen Flusses Orinoco.
Karten aus den 1930er Jahren weisen den Oberlauf östlich von Gumbinnen bzw. der Angerapp als Roß-B. (Roßbach) aus.